# The Byrds
The Byrds fue una banda estadounidense de rock formada en Los Ángeles, California, en 1964. Hubo muchos cambios en la formación a lo largo de los años, con el líder Roger McGuinn (conocido como Jim McGuinn hasta mediados de 1967) como único miembro permanente hasta su disolución en 1973. A pesar de que solo lograron un éxito similar a contemporáneos suyos como The Beatles, The Beach Boys y The Rolling Stones durante un corto periodo (1965–1966), aún hoy en día, muchos críticos la consideran una de las bandas más influyentes de los años 60. En sus comienzos, fueron pioneros del género musical folk rock, mezclando la influencia de The Beatles y otras bandas contemporáneas de la invasión británica con la música folk tradicional. A medida que transcurrían los años 60, la banda también comenzó a dejarse influir por el rock psicodélico, el raga rock y el country rock.
La mezcla de canto armónico y el sonido metálico de la guitarra eléctrica Rickenbacker de doce cuerdas de McGuinn siguen teniendo influencia en la música popular hasta el día de hoy. Entre las canciones más perdurables de la banda están las versiones de «Mr. Tambourine Man» de Bob Dylan y «Turn! Turn! Turn! (to Everything There Is a Season)» de Pete Seeger, junto a canciones propias como «I'll Feel a Whole Lot Better», «Eight Miles High», «So You Want to Be a Rock 'n' Roll Star», «Ballad of Easy Rider» y «Chestnut Mare».
La formación original de The Byrds fue Jim McGuinn (guitarra líder, voz), Gene Clark (pandereta, voz), David Crosby (guitarra rítmica, voz), Chris Hillman (bajo, voz), y Michael Clarke (batería). No obstante, esta formación solo duró hasta comienzos de 1966, cuando Clark abandonó la banda debido a problemas de ansiedad y por su creciente aislamiento del resto de los miembros del grupo. The Byrds siguió como cuarteto hasta finales de 1967, momento en que Crosby y Clarke también dejaron la banda. En ese momento McGuinn y Hillman decidieron reclutar nuevos miembros, entre ellos el músico de country rock Gram Parsons. Para finales de 1968, Hillman y Parsons también decidieron abandonar. McGuinn, quien para este momento se había cambiado el nombre a Roger después de un «coqueteo» con la religión Subud, decidió seguir con la banda y contrató entre otros a Clarence White, aunque en 1973 echó a todos para volver al quinteto original de la banda. En marzo de ese año, The Byrds publicó su último disco de estudio y poco después dejó de existir como banda.
Varios de los antiguos miembros de la banda pasaron a tener carreras en solitario o a tocar con otros artistas o bandas como Crosby, Stills, Nash & Young, The Flying Burrito Brothers y The Desert Rose Band. A finales de los años 80 Gene Clark y Michael Clarke comenzaron a tocar como The Byrds, dando inicio a una disputa legal con McGuinn, Crosby y Hillman por los derechos del nombre de la banda. Como resultado, McGuinn, Crosby y Hillman también se reunieron para hacer una serie de conciertos entre 1989 y 1990 e incluso grabaron cuatro nuevas canciones de The Byrds.
En enero de 1991 entraron en el Salón de la Fama del Rock, siendo esta la última vez que se pudo ver a los cinco miembros originales de la banda tocando juntos. McGuinn y Hillman aún están en activo, mientras que Gene Clark murió en 1991 debido a un infarto de miocardio, Michael Clarke murió en 1993 debido a una insuficiencia hepática y David Crosby en 2023.

## Historia

### Formación (1964)
El núcleo de The Byrds se formó a comienzos de 1964, cuando Jim McGuinn, Gene Clark y David Crosby comenzaron como trío musical. Los tres tenían un pasado vinculado a la música folk, ya que todos habían trabajado en el circuito de cafeterías como cantantes del género a comienzos de los años 60. Además, todos habían pertenecido en algún momento a una banda de «folk universitario»: McGuinn con The Limeliters y The Chad Mitchell Trio, Clark con The New Christy Minstrels y Crosby con Les Baxter's Balladeers. McGuinn también pasó un tiempo como compositor profesional en el Brill Building de la Ciudad de Nueva York, tutelado por Bobby Darin. Para comienzos de 1964, McGuinn comenzó a mostrar gran interés en la música de The Beatles y empezó a intercalar su repertorio de folk con versiones acústicas de sus canciones. Mientras actuaba en el club de folk The Troubadour de Los Ángeles, Gene Clark (también fanático de The Beatles) conoció a McGuinn y juntos formaron Peter and Gordon, donde versionaban canciones de The Beatles, junto a interpretaciones estilo beatles de canciones folk tradicionales y algunas composiciones propias. Poco después, David Crosby se presentó al dúo en The Troubadour y comenzó a armonizar con ellos en algunas canciones. Vieron que sus voces combinaban bien y decidieron formar un trío llamado The Jet Set, nombre inspirado en el gusto por la aeronáutica de McGuinn.
Crosby introdujo a McGuinn y Clark a su asociado Jim Dickson, quien tenía acceso a los estudios World Pacific, donde ya había grabado algunas demos con Crosby. Dickson se percató rápidamente del potencial del grupo y decidió representarles, mientras que su asociado, Eddie Tickner, tomó las riendas de los asuntos financieros del mismo. Dickson comenzó a trabajar con el trío en World Pacific Studios, mientras ellos pulían y perfeccionaban su mezcla de pop de estilo Beatles y folk tipo Bob Dylan. Durante estas sesiones de grabación la banda comenzó a fusionar su amalgama de canciones influenciadas por The Beatles, sus raíces folk y sus versiones de canciones tradicionales con «sonido Beatles» para llegar al folk rock posterior. Inicialmente, esta mezcla surgió de forma natural, pero a medida que ensayaban, la banda comenzó vigorosamente a salvar la distancia entre los estilos folk y rock. Estas sesiones de grabación de The Jet Set en World Pacific Studios aparecen en los discos recopilatorios Preflyte, In the Beginning, The Preflyte Sessions y Preflyte Plus.
El batería Michael Clarke se unió a The Jet Set a mediados de 1964, debido principalmente a su buena presencia y pelo estilo Brian Jones, ya que como músico su única experiencia había sido tocar las congas de forma semiprofesional en la zona de San Francisco y Los Ángeles. Clarke ni siquiera tenía su propia batería y tuvo que empezar tocando en un equipo improvisado con cartones y panderetas. Mientras la banda seguía con sus ensayos, Dickson consiguió cerrar un trato para publicar un único sencillo a través del fundador de Elektra Records Jac Holzman. Para ello hicieron una fusión de las canciones «Please Let Me Love You» y «Don't Be Long» en la que tocaban junto a McGuinn, Clark y Crosby, los músicos de sesión Ray Pohlman al bajo y Earl Palmer a la batería. Para intentar subirse al tren de la invasión británica que tan de moda estaba en Estados Unidos, el grupo se cambió el nombre a The Beefeaters, que sonaba mucho más británico. «Please Let Me Love You» se publicó a través de Elektra Records el 7 de octubre de 1964, aunque no logró colarse en las listas de venta.

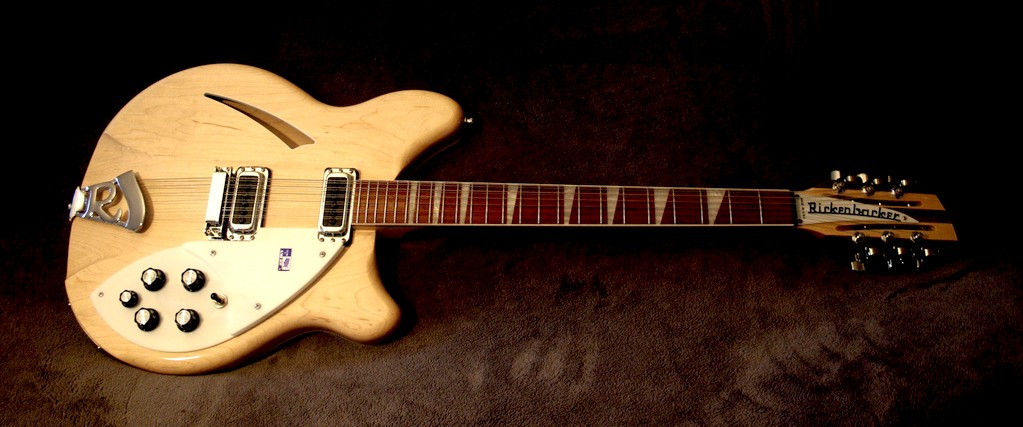
Una Rickenbacker 360 guitarra eléctrica semisólida de 12 cuerdas similar a la utilizada por Jim McGuinn entre 1964 y 1965.

En agosto de 1964, Dickson consiguió una copia de acetato de la canción inédita hasta ese momento de Bob Dylan «Mr. Tambourine Man» y pensó que sería un acierto que The Jet Set la versionase. A pesar de que la canción inicialmente no fue del agrado de la banda, comenzaron a ensayarla con arreglos para banda de rock, acelerando el compás para que fuese más roquera. En un intento de apuntalar la confianza de la banda en la canción, Dickson invitó a Dylan a World Pacific para oír el resultado de la versión de «Mr. Tambourine Man» tocada por la banda. Dylan quedó sorprendido por la ejecución del grupo y comentóː «¡Wow, macho! ¡Eso es bailable!», cosa que disipó cualquier duda de la banda sobre la idoneidad de la canción.
Poco después, inspirados por la película de The Beatles A Hard Day's Night, decidieron equiparse con instrumentos similares a los que ellos utilizabanː una Rickenbacker de doce cuerdas para McGuinn, una batería Ludwig para Clarke y una guitarra Gretsch para Clark (a pesar de que poco después fue Crosby quien la utilizó, por lo que Clark comenzó a tocar la pandereta). En octubre de 1964, Dickson reclutó al músico Chris Hillman para tocar el bajo. El pasado de Hillaman, quien originalmente tocaba la mandolina, estaba más orientada a la música country que al folk o rock. Había sido miembro de las bandas de bluegrass The Scottsville Squirrel Barkers, The Hillmen (también conocidos como Golden State Boys) y, simultáneamente a su contratación para Jet Set, tocaba con la banda Green Grass Group.
Gracias a las conexiones de Dickson con el impresario Benny Shapiro y gracias a una recomendación del trompetista de jazz Miles Davis, el 10 de noviembre de 1964 la banda consiguió un contrato discográfico con Columbia Records. Dos semanas después, en el transcurso de una cena de acción de gracias en casa de Eddie Tickner, Jet Set decidió cambiar su nombre a The Byrds, nombre que seguía conteniendo la temática de volar y emulaba la deliberada falta ortográfica en «The Beatles».

### Folk rock(1965–1966)
El 20 de enero de 1965, The Byrds comenzó a grabar su sencillo debut «Mr. Tambourine Man» en los estudios Columbia de Hollywood. Debido a que la banda aún no había cuajado del todo musicalmente, McGuinn fue el único miembro de The Byrds en tocar en «Mr. Tambourine Man» y en la cara B compuesta por Gene Clark, «I Knew I'd Want You». En lugar de usar a los miembros de la banda, el productor Terry Melcher contrató a unos músicos de sesión, anteriormente conocidos como The Wrecking Crewː Hal Blaine (batería), Larry Knechtel (bajo), Jerry Cole (guitarra) y Leon Russell (piano eléctrico). Junto a McGuinn a la guitarra, estos fueron los músicos que aportaron la música mientras McGuinn, Crosby y Clark aportaron las voces. Para cuando comenzaron las sesiones de grabación de su álbum debut en marzo de 1965, Melcher ya confiaba en que la banda podría aportar su propia música al mismo. No obstante, el uso de músicos de fuera de la banda en su sencillo debut ha ayudado al mito de que toda la música de su primer disco pertenecía a músicos de sesión.
Mientras la banda esperaba la publicación de «Mr. Tambourine Man», les contrató la discoteca Ciro's Le Disc del Sunset Strip de Hollywood para tocar allí un tiempo. Estas apariciones habituales en el Ciro's entre marzo y abril de 1965 les permitió perfeccionar sus interpretaciones como banda, mejorar su presencia en el escenario y expandir su repertorio. Además, fue en esta época que la banda comenzó a ganarse a jóvenes seguidores de la cultura de Los Ángeles y al círculo estudiantil de la onda de Hollywood, conocidos hipsters como Kim Fowley, Peter Fonda, Jack Nicholson, Arthur Lee y Sonny & Cher que asistían de forma regular a sus conciertos. El 26 de marzo de 1965, compositor original del inminente sencillo de la banda, Bob Dylan, hizo una visita inesperada al club y tocó junto a The Byrds la canción «Baby What You Want Me to Do» de Jimmy Reed. Sus actuaciones en Ciro's pronto les convertirían en una visita obligada en el circuito musical de Los Ángeles, dando como resultado que multitud de jóvenes esperasen cada noche en la puerta, desesperados por ver las actuaciones de la banda. Gran cantidad de los historiadores y escritores, entre ellos Richie Unterberger, Ric Menck y Peter Buckley, sugieren que estas multitudes de bohemios y hipsters que abarrotaban el Ciro's para ver a The Byrds actuar representan el primer estimulante de la cultura hippie de la Costa Oeste de los Estados Unidos.

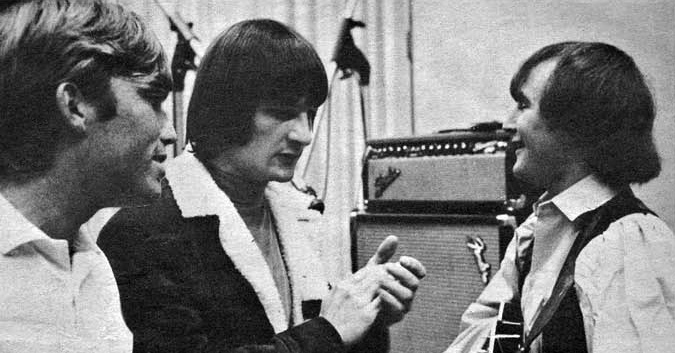
El productor Terry Melcher (izquierda) en el estudio de grabación junto a Gene Clark (centro) y David Crosby (derecha).

Finalmente Columbia Records publicó el sencillo «Mr. Tambourine Man» el 12 de abril de 1965. El tratamiento de rock eléctrico que The Byrds y el productor Terry Melcher le dieron a la canción crearon la plantilla para el subgénero musical folk rock. El melódico y tintineante sonido de la guitarra Rickenbacker de doce cuerdas de McGuinn, que pasó por un compresor para producir un tono brillante y con sustain, fue realmente influencial para artistas posteriores. En el sencillo también destaca otra de las características clave del sonido de la banda: su clara armonía vocal, que normalmente contaba con las voces de McGuinn y Clark a unísono, mientras Crosby aportaba las armonías más agudas. Además, Richie Unterberger comentó que las letras abstractas llevaron al rock y al pop a nuevos niveles, ya que nunca antes una banda de música pop había combinado los literarios e intelectuales juegos de palabra con una instrumentación rock.
A los tres meses, «Mr. Tambourine Man» ya se había convertido en el primer hit de una banda de folk rock. La canción llegó al puesto número 1 tanto del Billboard Hot 100 estadounidense como de la lista británica de ventas. El éxito del sencillo inició el boom del folk rock de 1965 y 1966, época en la que aparecieron varias bandas influenciadas por The Byrds que tuvieron éxitos en las listas de venta de los Estados Unidos y Reino Unido. La prensa estadounidense acuñó el término «folk rock» para describir el sonido de la banda en junio de 1965, aproximadamente en la misma época en que «Mr. Tambourine Man» alcanzó el primer puesto del Billboard 200.
El álbum titulado Mr. Tambourine Man se publicó el 21 de junio de 1965, y llegó al puesto número 6 en la lista Billboard 200 y al puesto número 7 de la lista británica de álbumes. El disco es una mezcla de revisiones de canciones de folk como la adaptación musical del poema «The Bells of Rhymney» de Idris Davies compuesta por Pete Seeger, junto a versiones de canciones de Dylan y canciones propias de la banda, compuestas en su mayoría por Gene Clark. En particular, la canción «I'll Feel a Whole Lot Better» compuesta por Clark sigue considerándose hoy en día como un estándar de la música rock y muchos críticos la consideran de las mejores canciones del compositor y de la banda. En el momento de su publicación, Mr. Tambourine Man, al igual que el sencillo homónimo, influyó sobremanera en la popularización del folk rock y sirvió paa establecer el éxito de la banda a nivel internacional, siendo la primera banda estadounidense en poder acercarse a los dominios de The Beatles y la invasión británica.
El siguiente sencillo fue «All I Really Want to Do», otra versión de una canción de Dylan. A pesar del éxito de «Mr. Tambourine Man», The Byrds no estaban seguros de querer volver a usar una canción de Dylan como sencillo, ya que pensaban que eso sería demasiado predecible, pero Columbia Records insistieron, alegando que otra versión de Dylan sería un éxito asegurado. El tributo a «All I Really Want to Do» de The Byrds es notablemente distinto, en cuanto a estructura, de la versión original: contiene una progresión melódica ascendente en el coro y utiliza una melodía completamente diferente en uno de los versos, queriendo así convertirlo en un sonido más «Beatles» con un puente en modo menor. Columbia decidió publicar el sencillo el 14 de junio de 1965, a pesar de que «Mr. Tambourine Man» seguía subiendo puestos en el Billboard 200, debido a que querían pelear con otra versión del mismo tema realizado por Cher y publicado por Imperial Records. Comenzó una batalla en las listas de venta entre ambos: la versión de The Byrds llegó al puesto número 40 del Billboard Hot 100, mientras que la versión de Cher llegó al número 15. Sin embargo, en el Reino Unido ocurrió lo contrario y la versión de The Byrds llegó al número 4, mientras que la canción de Cher solo llegó al número 9.
El escritor John Einarson dice que en esta época de su carrera, The Byrds disfrutaban de gran popularidad entre los adolescentes, mientras que su música recibía gran radiodifusión en las emisoras de música pop y sus fotos aparecían en innumerables revistas para adolescentes. En la época, se hablaba mucho sobre la inusual forma de vestir de la banda, ya que sus indumentarias casuales chocaban con la homogeneidad de las bandas beat contemporáneas. Los cinco llevaban el corte de pelo moptop al estilo de The Beatles, mientras que Crosby vestía una capa verde de terciopelo y McGuinn llevaba unas distintivas gafas de sol «tipo abuela»; la banda rezumaba un estilo cool de California, a la vez que parecían adecuadamente inconformistas. En particular, las distintivas gafas rectangulares de McGuinn se pusieron de moda entre la floreciente contracultura hippie de los Estados Unidos.
A pesar de que llegados a este punto McGuinn era considerado el líder de la banda, de facto todos lo eran, ya que McGuinn, Clark, Crosby y después Hillman se turnaban en el papel de vocalistas en casi igual medida a lo largo del repertorio de la banda. Incluso a pesar de los constantes cambios de miembros de la banda en los años venideros, esta característica de no tener un cantante fijo continuó y se convirtió en algo distintivo en la existencia de la banda. Otro aspecto característico de The Byrds era su poco apego, tanto en el escenario como delante de las cámaras. Este desinterés natural a menudo se achaca a la gran cantidad de marihuana que consumía la banda, cosa que a veces daba como resultado conciertos erráticos y con cambios de humor constantes. Sin duda, la prensa musical contemporánea fue extremadamente crítica con las habilidades para tocar en vivo de The Byrds, en especial la prensa británica que fue especialmente feroz con sus críticas de la gira de la banda en agosto de 1965 por el Reino Unido.
La organización de la gira británica de 1965 corrió a cargo del publicista de la banda Derek Taylor, en un intento de sacar todo el jugo al exitoso sencillo «Mr. Tambourine Man». Desafortunadamente, la gira estuvo sobrevalorada desde su comienzo. El gancho publicitario era «la respuesta americana a The Beatles», pero The Byrds no podía cumplir con esas expectativas en ese momento de su carrera. Durante los conciertos, la combinación del mal sonido, el estado mental de la banda, su precariedad musical y su mediocre presencia en el escenario, consiguieron que el público se alejase paulatinamente y consiguió que la prensa británica les atacase con dureza.
A pesar de todo, la gira consiguió que la banda conociese y socializase con un gran número de bandas de moda en el Reino Unido, entre ellos The Rolling Stones y The Beatles. Su relación con The Beatles, en particular, resultaría importante para ambas partes. De hecho, los dos grupos volvieron a verse en Los Ángeles pocas semanas después de la vuelta de The Byrds a Estados Unidos. Durante esta época de fraternización, The Beatles apoyaron públicamente a la banda, diciendo de ellos que eran competidores creativos y que eran su banda estadounidense favorita. Numerosos periodistas musicales, entre ellos Ian MacDonald, Richie Unterberger y Bud Scoppa, han comentado sobre la influencia de The Byrds en el disco de The Beales de finales de 1965 Rubber Soul, sobre todo en canciones como «Nowhere Man» e «If I Needed Someone», que contiene un riff similar al que uilizó The Byrds en su versión de «The Bells of Rhymney».
En su tercer sencillo para la discográfica Columbia, la primera intención de The Byrds era publicar una versión de la canción de Dylan «It's All Over Now, Baby Blue» (incluso se llegó a estrenar en la emisora de radio californiana KRLA), aunque finalmente se decantaron por «Turn! Turn! Turn! (to Everything There Is a Season)», una composición de Pete Seeger con las letras adaptadas a partir del Libro del Eclesiastés. McGuinn llevó la canción a la banda después de haberle hecho unos arreglos mientras trabajaba con la cantante folk Judy Collins para su álbum de 1963 Judy Collins 3. La versión de «Turn! Turn! Turn! (to Everything There Is a Season)» de The Byrds se publicó el 1 de octubre de 1965 y se convirtió en el segundo número 1 del grupo en los Estados Unidos y dio título a su segundo disco de estudio. El sencillo significó el punto álgido del folk rock en las listas de venta y el musicólogo Richie Unterberger lo describió como «el mayor colofón posible del folk rock». Además, el crítico musical William Ruhlmann comentó que las letras de paz y tolerancia de la canción terminaron de cansar a los compradores estadounidenses mientras la guerra de Vietnam seguía escalando.
El segundo disco de The Byrds, Turn! Turn! Turn!se publicó en diciembre de 1965 y a pesar de que recibió críticas generalmente positivas, hubo un consenso en que era de peor calidad que su álbum debut. No obstante, fue un éxito a nivel comercial y llegó al puesto número 17 de la lista estadounidense de ventas y al 11 de la británica. El escritor Scott Schinder comentó que junto con Mr. Tambourine Man, el disco Turn! Turn! Turn! sirvió par establecer a The Byrds como una de las fuerzas creativas más importantes del rock, a la par de The Beatles, The Beach Boys y The Rolling Stones. Al igual que ocurriese con su disco debut, contenía una mezcla de canciones originales, canciones de folk y versiones de canciones de Bob Dylan, todas ellas caracterizadas por las armonías vocales de la banda y el distintivo sonido de guitarra de McGuinn. El disco contiene más composiciones originales que su predecesor. En este caso fue Gene Clark quien dio un paso al frente como compositor. Sus canciones de esta época, como «She Don't Care About Time», «The World Turns All Around Her» y «Set You Free This Time», aún son reconocidas por muchos críticos como de las mejores de la historia del folk rock. Esta última se publicó como sencillo en enero de 1966, pero su melodía melancólica, sus densas letras y su tempo de balada contribuyeron a que solo alcanzase el puesto número 63 del Billboard 200 y que ni siquiera entrase en las listas británicas de venta.
A pesar de que en la segunda mitad de 1965 The Byrds estaba en la cresta de la ola, las sesiones de grabación para un segundo disco fueron tensas. Uno de los motivos del conflicto era la batalla de poder que comenzó a florecer entre el productor Terry Melcher y el mánager de la banda Jim Dickson, debido en parte a las aspiraciones de este último de producir el disco, por lo que criticaba con fuerza el trabajo de Melcher. Al mes de la publicación de Turn! Turn! Turn!, Dickson y The Byrds pidieron a Columbia Records que presciendesen de Melcher, a pesar de haber conducido a la banda exitosamente con dos sencillos número 1 y dos álbumes de éxito. De todas maneras, cualquier esperanza de que Dickson produjese a la banda se disiparon cuando Columbia asignó al jefe de Artists and repertoire de la Costa Oeste de los Estados Unidos Allen Stanton como productor.

### Psicodelia (1965–1967)
The Byrds grabó el 22 de diciembre de 1965 una nueva composición original titulada «Eight Miles High» en los estudios de RCA de Hollywood. La canción significó un cambio creativo en la banda y es considerado por algunos críticos como la primera grabación de rock psicodélico de la historia, a pesar de que otros músicos y bandas contemporáneas como Donovan y The Yardbirds, estaban explorando territorios musicales similares. También fue crucial en transmutar el folk rock en nuevas formas musicales de psicodelia y raga rock. Sin embargo, Columbia Records rehusó publicar la primera versión de la canción debido a que fue grabada en los estudios de otra discográfica. Como resultado, obligaron a la banda a grabar nuevamente «Eight Miles High» en los estudios Columbia de Los Ángeles entre el 24 y 25 de enero de 1966 y esta versión fue la que se publicó como sencillo y se incluyó en el tercer disco de la banda.
La canción destaca por la innovadora forma de McGuinn de tocar la guitarra, que intentaba emular el free jazz que estaba experimentando John Coltrane con su saxofón y en particular, la forma de tocar de Coltrane en la canción «India» de su disco Impressions. «Eight Miles High» también tiene influencias del músico clásico de India Ravi Shankar tanto en las melodías vocales como en la guitarra de McGuinn. La utilización sutil de influencias de India resultó en lo que la prensa musical denominaría «raga rock», aunque en realidad, es la cara B del sencillo, «Why», la que tiene más influencia en el raga de India.
En el momento de su publicación, las emisoras de radio de los Estados Unidos prohibieron la radiodifusión de «Eight Miles High», después de que el diario Gavin Report, alegase que incitaba al uso de drogas recreacionales. Tanto la banda como sus representantes negaron estas acusaciones, alegando que la letra de la canción describe un vuelo de avión a Londres y la posterior gira por Inglaterra. En gran medida se achaca a esta prohibición su modesto éxito de ventas (puesto 14 en los Estados Unidos y 24 en el Reino Unido), aunque otros críticos achacan que no llegase al Top 10 a su naturaleza desafiante y poco comercial.
Gene Clark abandonó la banda en febrero de 1966, poco antes de la publicación de «Eight Miles High». En parte se debió a su miedo a volar, cosa que le imposibilitaba seguir la agenda de The Byrds, y en parte debido a que cada vez se sentía más aislado de la banda. Clark, quien fue testigo de un accidente aeronáutico en su juventud, tuvo un ataque de pánico en un avión con destino a Nueva York y como resultado, desembarcó y se negó a volar, siendo este uno de los motivos de su marcha de The Byrds. McGuinn le dijo «Si no puedes volar, no puedes ser un 'Byrd' (pájaro)». Sin embargo, con el tiempo se ha sabido que desde aquel incidente hubo otros factores determinantes relacionados con el estrés, además de resentimientos en la banda debido a que, por ser el que más componía, era el que más dinero ganaba. Clark pasó a firmar un contrato en solitario con Columbia Records y produjo varios trabajos aclamados por la crítica, aunque con poco éxito de ventas. Murió el 24 de mayo de 1991, con 46 años de edad, debido a un ataque al corazón producido por una úlcera de estómago, aunque sus años de abuso de alcohol y de fumar también contribuyeron.
El tercer disco de The Byrds, Fifth Dimension se publicó en julio de 1966. La mayoría del material que apaece en el disco sigue encaminándose hacia el nuevo sonido psicodélico de la banda, mientras que McGuinn seguía explorando los estilos jazz y raga en pistas como «I See You» o la compuesta por Crosby «What's Happening?!?!». También se aprecia que Hillman da un paso adelante como tercer vocalista de la banda, para suplir el hueco dejado por Clark. La canción que da título al disco, «5D (Fifth Dimension)», se publicó como sencillo después de salir a la venta el disco y, al igual que ocurriese con «Eight Miles High», varias emisoras de radio de los Estados Unidos prohibieron su radiodifusión alegando que las letras animaban al consumo de drogas. Además, es el primer disco en el cual aparece el logotipo en forma de mosaico psicodélico a todo color en la portada, de la cual han aparecido numerosas variaciones a lo largo de los años en sus discos recopilatorios, además de en el disco Younger Than Yesterday.
Fifth Dimension recibió una tibia acogida por parte de los medios especializados y tuvo menos éxito comercial que sus predecesores, ya que solo llegó al puesto 24 de la lista estadounidense y al 27 de la británica. El biógrafo de la banda Bud Scoppa comentó que debido a esta mediocre recepción de ventas, la indeferencia de la crítica especializada y la marcha de la banda de Gene Clark, en este punto la popularidad de The Byrds comenzó a decrecer y para finales de 1966 las masas prácticamente les habían olvidado. No obstante, se les consideraba los padrinos del emergente rock underground y muchas de las bandas de Los Ángeles y San Francisco del momento, como Love, Jefferson Airplane y Buffalo Springfield, les mencionaban públicamente como una de sus mayores influencias.
Regresaron al estudio entre el 28 de noviembre y el 8 de diciembre para grabar su cuarto disco Younger Than Yesterday. Debido a que Allen Stanton se había marchado de Columbia Records para trabajar para A&M, la banda decidió contratar al productor Gary Usher para ayudarles en las sesiones de grabación. Usher, quien tenía una amplia experiencia como productor y gusto por innovadoras experimentaciones en el estudio, pasó a ser parte muy importante en lo que sería la etapa más aventurera en cuanto a creatidad de The Byrds. La primera canción que grabaron para el disco fue «So You Want to Be a Rock 'n' Roll Star», compuesta por McGuinn y Hillman. Es una mofa sarcástica y satírica sobre la naturaleza manufacturada de bandas como The Monkees. En la canción aparece el músico sudafricano Hugh Masekela tocando la trompeta, lo que significó la primera aparición de un instrumento de viento-metal en una grabación de The Byrds. «So You Want to Be a Rock 'n' Roll Star» se publicó como sencillo en enero de 1967 y llegó al puesto número 29 de las listas estadounidenses, aunque no llegó a entrar en las listas británicas. A pesar del poco éxito de ventas, «So You Want to Be a Rock 'n' Roll Star» se ha convertido con los años en una de las canciones más conocidas de la banda. Fue inspiración para versiones posteriores de bandas como Tom Petty and the Heartbreakers y The Patti Smith Group, entre otros.
Younger Than Yesterday se publicó en febrero de 1967 y contiene más variedad que su antecesor. Mezcla de forma exitosa la psicodelia con el folk rock y el country. A pesar de que recibió críticas generalmente positivas, las ventas no fueron buenas y solo consiguió llegar al número 24 de la lista Billboard y al 37 de la lista británica de ventas. Sin embargo, el musicólogo Peter Buckley ha dicho que «a pesar de que el disco significó la pérdida de los seguidores adolescentes de la banda, también sirvió para atraer nuevos seguidores underground que despreciaban los sencillos hits, pero que contemplaban los álbumes como mayores declaraciones artísticas».
Además de «So You Want to Be a Rock 'n' Roll Star», Younger Than Yesterday incluye la canción «Renaissance Fair» compuesta por Crosby y McGuinn, una versión de la canción de Dylan «My Back Pages» (posteriormente publicado como sencillo) y cuatro canciones de Chris Hillman, convirtiéndole así en uno de los compositores más prolíficos de la banda. Dos de las canciones country de Hillman, «Time Between» y «The Girl with No Name», ya dan una idea de la dirección country rock que la banda adoptaría en discos posteriores. También contiene la balada orientada al jazz de Crosby «Everybody's Been Burned», la cual el crítico Thomas Ward ha descrito como «una de las canciones más evocadoras del catálogo de The Byrds y una de las mejores composiciones de David Crosby».
Para mediados de 1967, Jim McGuinn cambió su nombre de pila a Roger, como resultado de su interés en la religión indonesia Subud, en la que se inició en enero de 1965. Cambiarse el nombre era común entre los seguidores de esta religión y servía para indicar un renacimiento espiritual. Poco después del cambio de nombre de McGuinn, la bando volvió a entrar en el estudio para grabar la composición de Crosby «Lady Friend», que se publicó como sencillo el 13 de julio de 1967, a pesar de no aparecer en ninguno de sus discos. El biógrafo de la banda Johnny Rogan ha descrito «Lady Friend» como «un trabajo de gran madurez» y «el sencillo más ruidoso, rápido y roquero de The Byrds hasta la fecha». A pesar de sus méritos artísticos y de las numerosas apariciones de la banda en la televisión estadounidense, el sencillo solo llegó al puesto número 82 de la lista Billboard. Crosby, quien siguió de cerca la producción del sencillo, se sintió fuertemente desilusionado por el poco éxito del mismo y culpó a la mezcla de Gary Usher.
Las escasas ventas de «Lady Friend» fueron totalmente contrarias a las ventas del primer disco recopilatorio del grupo, The Byrds' Greatest Hits, publicado el 7 de agosto de 1967. Autorizado por Columbia Records debido al gran éxito de Bob Dylan's Greatest Hits, fue un éxito de crítica y ventas, llegando al puesto número 6 de la lista de ventas del Billboard, el mayor éxito de ventas de la banda desde su debut de 1965 Mr. Tambourine Man. Al año, fue certificado oro por la Recording Industry Association of America, y finalmente platino el 21 de noviembre de 1986. A día de hoy es el disco más vendido de la discografía de The Byrds.
Antes de la publicación de The Byrds' Greatest Hits, la banda decidió deshacerse de sus mánagers Jim Dickson y Eddie Tickner. La relación entre Dickson y la banda había empeorado esos últimos meses y finalmente Tickner y él rescindieron su arreglo empresarial el 30 de junio de 1967. Por recomendación de Crosby, contrataron a Larry Spector para las labores empresariales, mientras que la banda ejercía como su propio mánager.
Entre junio y diciembre de 1967, The Byrds completaron su quinto disco de estudio The Notorious Byrd Brothers. El primer sencillo del disco fue una versión de la canción «Goin' Back» de Gerry Goffin y Carole King, que se publicó en octubre de 1967 y llegó únicamente al puesto número 89 de la lista Billboard. A pesar de su poco éxito de ventas, el autor Ric Menck describió el tributo de The Byrds a «Goin' Back» como «una grabación preciosa», mientras que el crítico musical Richie Unterberger comentó que es «una magnífica versión melódica... que debió de ser un exitazo». En esta canción, The Byrds mezclan con éxito por primera vez sus armonías vocales con el sonido resonante y claro de la guitarra de doce cuerdas junto al sonido de la pedal steel guitar, anunciando ya el uso extensivo del mismo que se incluye en su siguiente disco Sweetheart of the Rodeo.
The Notorious Byrd Brothers se publicó en enero de 1968 y supone el momento más álgido de la experimentación psicodélica de la banda. Es una mezcla de folk rock, música country, jazz y psicodelia (a menudo en la misma canción), con innovadoras técnicas de producción en el estudio como phasing y flanging. Para el disco contrataron varios músicos de estudio como el guitarrista de bluegrass y futuro Byrd Clarence White. White, quien también tocó en Younger Than Yesterday, contribuyó con su guitarra de influencias country en pistas como «Natural Harmony», «Wasn't Born to Follow» y «Change Is Now». En el momento de su publicación, el disco recibió un gran número de críticas positivas, pero no tuvo mucho éxito comercial; en los Estados Unidos llegó al puesto número 47 de las listas. Sin embargo, con los años, la reputación del álbum ha crecido y es reconocido por parte de críticos y seguidores como uno de sus mejores discos.

### Cambios de formación (1967–1968)
Mientras la banda trabajaba en el disco The Notorious Byrd Brothers a finales de 1967, la tensión y acritud entre los miembros de la banda iba en aumento y finalmente significó la marcha de Crosby y Clarke. En gran medida esto se debió a que McGuinn y Hillman se irritaban cada vez más con Crosby, debido a lo que ellos creían egocentrismo autoritario y sus intenciones de dictar la dirección musical de la banda. Además, durante la actuación de The Byrds en el Monterey Pop Festival del 17 de junio de 1967, Crosby se dedicó a dar largos discursos entre canciones sobre temas conflictivos como el asesinato de John F. Kennedy o los beneficios de suministrar LSD a «todos los políticos y hombres de estado del mundo», cosa que molestó al resto de los miembros de la banda. También consiguió irritar a sus compañeros cuando tocó con Buffalo Springfield en el mismo festival, sustituyendo a Neil Young. Su reputación dentro de la banda acabó de deteriorarse después del fracaso comercial de «Lady Friend», el primer sencillo de The Byrds compuesto por Crosby en su totalidad.
La tensión dentro de la banda llegó a su máximo cuando en agosto de 1967 Michael Clarke abandonó la banda debido a disputas con los otros miembros y por su insatisfacción con sus composiciones. Para terminar The Notorious Byrd Brothers contrataron a los baterías de estudio Jim Gordon y Hal Blaine, a pesar de que Clarke siguiótocando en las actuaciones en directo de la banda. Después, en septiembre, Crosby rehusó tocar en la canción de Gerry Goffin y Carole King «Goin' Back», ya que consideraba que era de menor calidad que su «Triad», una controvertida canción que trata de un ménage à trois que competía con «Goin' Back» para aparecer en el disco. Crosby era de la idea de que la banda debía de depender solamente de canciones propias para sus discos, en lugar de hacer versiones de otros artistas o compositores. Finalmente entregó la canción «Triad» a la banda de San Francisco Jefferson Airplane, que la incluyó en su disco de 1968 Crown of Creation.
En octubre de 1967, McGuinn y Hillman fueron a casa de Crosby y le despidieron, afirmando que estarían mejor sin él. Crosby llegó a un acuerdo económico. Con una parte del dinero se compró un velero y poco después, comenzó a colaborar con Stephen Stills y Graham Nash en el exitoso supergrupo Crosby, Stills & Nash. Desde su marcha de The Byrds, Crosby ha formado parte de exitosas e influyentes bandas como Crosby, Stills & Nash (a veces aumentado con Neil Young), Crosby & Nash, CPR y en solitario. Durante los años 80, luchó contra su dependencia a las drogas e incluso estuvo preso un año por delitos relacionados con ellas. Salió de la cárcel rehabilitado y siguió con su carrera musical.
Después de la marcha de Crosby, Gene Clark volvió a la banda, aunque se marchó nuevamente a las tres semanas, después de negarse otra vez a embacar en un avión. Hay ciertas discrepancias entre biógrafos e historiadores de la banda sobre si Clark participó o no en las sesiones de grabación de The Notorious Byrd Brothers, aunque hay evidencias claras de que como mínimo colaboró aportando coros en las canciones «Goin' Back» y «Space Odyssey». Michael Clarke también regresó fugazmente a la banda, hacia el final de la grabación del disco, aunque poco después McGuinn y Hillman volvieron a despedirle.
Reducido a un dúo, McGuinn y Hillman decidieron reclutar nuevos miembros. Contrataron a Kevin Kelley, primo de Hillman, como nuevo batería y el trío se embarcó en una gira a comienzos de 1968 para promocionar The Notorious Byrd Brothers. Sin embargo, al poco tiempo, se dieron cuenta de que recrear el disco como trío no era posible, por lo cual contrataron a Gram Parsons como teclista, aunque al poco se cambió a guitarra. A pesar de que Parsons y Kelley eran considerados como miembros de la banda, recibían un sueldo y no formaron parte de la firma de renovación con Columbia Records del 29 de febrero de 1968.

### Country rock(1968–1973)

#### Era Gram Parsons
Después de su ingreso en la banda, Gram Parsons comenzó a reivindicar su propia agenda musical donde quería fusionar su gusto por la música country con su pasión juvenil por el rock y de paso hacer el country más accesible al público juvenil. Encontró un espíritu colaborativo en Hillman, quien había tocado la mandolina en varias bandas de bluegrass antes de unirse a The Byrds. Además, en el pasado Hillman ya había persuadido al resto de la banda para que incluyesen sutíles influencias country en su música, primeramente con la canción «A Satisfied Mind» del disco Turn! Turn! Turn!. A pesar de que McGuinn tenía ciertas reservas respecto a esta nueva dirección, Parsons logró convencerle de que el acercamiento al country expandiría el tipo de público del grupo. Así fue como McGuinn se dejó convencer para cambiar de dirección y abandonar el concepto que ya tenía para el siguiente disco, que era la de grabar una historia del siglo XX de la música de los Estados Unidos y explorar, en su lugar, el country rock.
El 9 de marzo de 1968, la banda entró en los estudios de Columbia de Nashville, Tennessee, acompañados de Clarence White, para comenzar las sesiones de gabación de Sweetheart of the Rodeo. Durante su estancia en Nashville, The Byrds aparecieron en el programa Grand Ole Opry, el 15 de marzo de 1968, y tocaron una versión de la canción de Merle Haggard «Sing Me Back Home» y «Hickory Wind», compuesta por Parsons. El público les recibió con abucheos y burlas, ya que fueron los primeros «melenudos» hippies en tocar en el programa de country rock.
También provocaron la ira del DJ de country rock Ralph Emery, cuando salieron en su programa de radio en la emisora WSM. Emery se burló de la banda a lo largo de toda la entrevista y no dudó en mostrar su descontento con su nuevo sencillo «You Ain't Goin' Nowhere». Pasado algún tiempo, Parsons y McGuinn compusieron una canción sarcástica sobre Emery y la entrevista, titulada «Drug Store Truck Drivin' Man». El periodista David Fricke comentó que las reacciones de Emery y del público de Grand Ole Opry mostraban la resistencia y hostilidad hacia la incursión de The Byrds en el country de la «vieja escuela» de Nashville.
Después de su paso por Nashville, la banda regresó a Los Ángeles y trabajaron a lo largo de abril y mayo de 1968 en su nuevo disco. En esta época, Parsons se esforzó en tener más influencia en la banda presionando a McGuinn para que contratase a JayDee Maness o a Sneaky Pete Kleinow para ocupar el puesto fijo de guitarrista de pedal steel guitar. Cuando McGuinn se negó, el siguiente paso de Parsons fue reclamar un aumento de sueldo y reclamó que en el nuevo disco la banda pasase a llamarse «Graham Parsons and the Byrds». Incluso Hillman, quien en un principio había sido el mayor apoyo de Parsons, comenzó a cansarse de sus exigencias. Finalmente, el comportamiento de Parsons llevó a la banda a enfrascarse en una lucha de poder, ya que McGuinn vio su liderazgo amenazado. Sin embargo, la publicación de «You Ain't Goin' Nowhere» en abril de 1968 sirvió para reforzar la posición de McGuinn como líder, ocupando su posición de vocalista principal y pasando a Parsons a segundo plano, a pesar de la evidente tendencia country del sencillo.
La actitud dominante de Parsons siguió durante la posproducción de Sweetheart of the Rodeo, cuando el promotor musical Lee Hazlewood alegó que el cantante aún tenía un contrato en vigor con su discográfica LHI Records, cosa que podía causarle problemas legales a Columbia Records. Como resultado de esto, McGuinn y Hillman reemplazaron las partes vocales de Parsons en las canciones «You Don't Miss Your Water», «The Christian Life» y «One Hundred Years from Now». Sin embargo, el productor del disco Gary Usher comentó al biógrafo Stephen J. McParland que el hecho de reemplazar a Parsons fue por diferencias creativas, no legales. Usher y la banda estaban preocupados por la excesiva participación de Parsons en el disco, por lo cual eliminaron sus partes vocales para incrementar la presencia de McGuinn y Hillman. De todas maneras, Parsons aporta las partes vocales principales en «You're Still on My Mind», «Life in Prison» y «Hickory Wind».
Con el nuevo disco completado, The Byrds voló a Inglaterra para tocar en un concierto benéfico en el Royal Albert Hall del 7 de julio de 1968. Después del concierto, antes de una gira por Sudáfrica, Parsons abandonó el grupo alegando que no quería tocar en un país con segregación racial (Sudáfrica no acabó con el apartheid hasta 1994). Hillman dudó de la sinceridad del gesto de Parsons, ya que pensaba que se quedó en Inglaterra porque había conocido a Mick Jagger y Keith Richards de The Rolling Stones. Parsons se quedó en la casa que tenía Richards en Sussex Occidental inmediatamente después de dejar The Byrds y ambos forjaron una gran amistad. Después de su marcha, Parsons editó varios trabajos en solitario y con la banda The Flying Burrito Brothers, en la que también tocaba Chris Hillman. Murió el 19 de septiembre de 1973, a los 26 años de edad, debido a una sobredosis accidental de morfina y alcohol en su habitación del Joshua Tree Inn.
Sin Parsons y a dos días de su gira por Sudáfrica, The Byrds se vieron forzados a sustituirle por su roadie Carlos Bernal como guitarrista rítmico. La subsiguiente gira sudafricana fue un desastre. La banda tuvo que tocar para públicos segregados, algo que los promotores les habían prometido que no pasaría. Debido a que no habían ensayado mucho, tocaron conciertos desastrosos ante un público que generalmente quedaba poco impresionado por su poca profesionalidad y por su antagónica postura antiapartheid. The Byrds se marchó de Sudáfrica en medio de una tormenta de mala publicidad y amenazas de muerte, mientras que la prensa liberal de los Estados Unidos y el Reino Unido criticaron a la banda por haber hecho la gira y cuestionó su integridad política. McGuinn argumentó que la gira por Sudáfrica, había en pequeña medida, sido un intento de retar el statu quo político del país y protestar contra el apartheid.
The Byrds publicó Sweetheart of the Rodeo, después de su regreso a California, el 30 de agosto de 1968, casi ocho semanas después de la marcha de Parsons. El disco incluye una mezcla de estándares de música country y material de country contemporáneo, junto a un reciclaje del éxito de música soul de William Bell, «You Don't Miss Your Water». También incluye las composiciones originales de Parsons «Hickory Wind» y «One Hundred Years from Now», junto con las versiones de las canciones «Nothing Was Delivered» y «You Ain't Goin' Nowhere» de Bob Dylan; este último ya había tenido cierto éxito como sencillo. A pesar de que no es el primer álbum de country rock, Sweetheart of the Rodeo es el primer disco de country rock de una banda exitosa y publicado por una multinacional, seis meses anterior al disco de Bob Dylan Nashville Skyline. A menudo se cita el disco de Parsons Safe at Home, grabado con la International Submarine Band, como el primer disco real de country rock.
Desgraciadamente, el cambio de estilo desde la psicodelia hacia el country rock que supuso Sweetheart of the Rodeo sirvió para alejar a los seguidores hippies de la banda, y a la vez, consiguió atraer hostilidad por parte de los seguidores ultraconservadores del country de Nashville. Como resultado, el disco solo llegó al puesto número 77 de la lista de ventas de los Estados Unidos, por lo que se convirtió en su disco menos exitoso hasta la fecha. Sin embargo, hoy en día, es considerado un álbum influyente, que sirvió de semilla para el movimiento de country rock de los años 70, la escena outlaw country y el country alternativo de los años 90 y comienzos del siglo XXI.

#### Era Clarence White
Después de la marcha de Parsons, a finales de julio de 1968, McGuinn y Hillman decidieron reclutar al guitarrista de sesión Clarence White como miembro oficial de la banda. White, quien había contribuido tocando la guitarra en todos los discos de The Byrds desde el álbum Younger Than Yesterday de 1967, entró en la formación gracias a la sugerencia de Hillman, quien pensaba que el guitarrista podría tocar tanto el viejo repertorio como el nuevo material country de la banda. Poco después de entrar en la banda, White comenzó a expresar su malestar con el batería Kevin Kelley, por lo que poco después McGuinn y Hillman le reemplazaron por Gene Parsons, con quien White ya había tocado en la banda de country rock Nashville West.
La formación McGuinn–Hillman–White–Parsons permaneció así menos de un mes, debido al abandono de Hillman, quien pasó a formar The Flying Burrito Brothers junto a Gram Parsons. Hillman comenzó a desilusionarse con The Byrds después de la gira por Sudáfrica, además de que estaba frustrado con el mánager económico de la banda Larry Spector. La marcha de Hillaman ocurrió el 15 de septiembre de 1968, después de una actuación en el estadio Rose Bowl de Pasadena, cuando Hillman y Spector discutieron en el backstage. Debido al enfado, Hillman tiró uno de sus bajos y se marchó. Después de su marcha, Hillman continuó su carrera de forma exitosa tanto en solitario como en bandas como The Flying Burrito Brothers, Manassas, Souther–Hillman–Furay Band y The Desert Rose Band.
Después de la marcha de Hillman, McGuinn contrató al bajisa John York, quien había trabajado anteriormente con Sir Douglas Quintet y como músico de sesión con Johnny Rivers y The Mamas & the Papas. En octubre de 1968, la nueva formación de la banda entró en los estudios de Columbia situados en Hollywood para comenzar la grabación del disco Dr. Byrds & Mr. Hyde con el productor Bob Johnston. En las sesiones de grabación la banda yuxtapuso su nuevo sonido country rock con material más orientado a la psicodelia, lo que dio como resultado un álbum con una clara división de estilo, cosa que se refleja en el mismo título de la obra. En el disco, White, Parsons y York vocalmente solo aportan coros, debido a que McGuinn pensó que sería confuso para los seguidores oír tantas voces desconocidas. Como resultado, Dr. Byrds & Mr. Hyde es único en el catálogo de The Byrds, debido a que es el único en que el vocalista principal es McGuinn en todas las pistas.
El disco se publicó el 5 de marzo de 1969 y recibió, en general, reseñas positivas, aunque escasas ventas, siendo el disco con menos ventas de toda la carrera de The Byrds en los Estados Unidos, donde solo llegó al puesto número 153 de la lista Billboard 200. Sin embargo, el disco funcionó mejor en el Reino Unido, donde recibió buenas críticas y llegó al puesto número 15 de la lista de ventas. Varias de las canciones de Dr Byrds & Mr. Hyde, como la instrumental «Nashville West» o la folclórica «Old Blue», contienen el sonido Stringbender diseñado por Parsons y White, invento que permitía a White replicar el sonido de una pedal steel guitar en su Fender Telecaster. Este distintivo sonido se convirtió en una característica de la música de The Byrds en la época en que White estuvo en la banda.

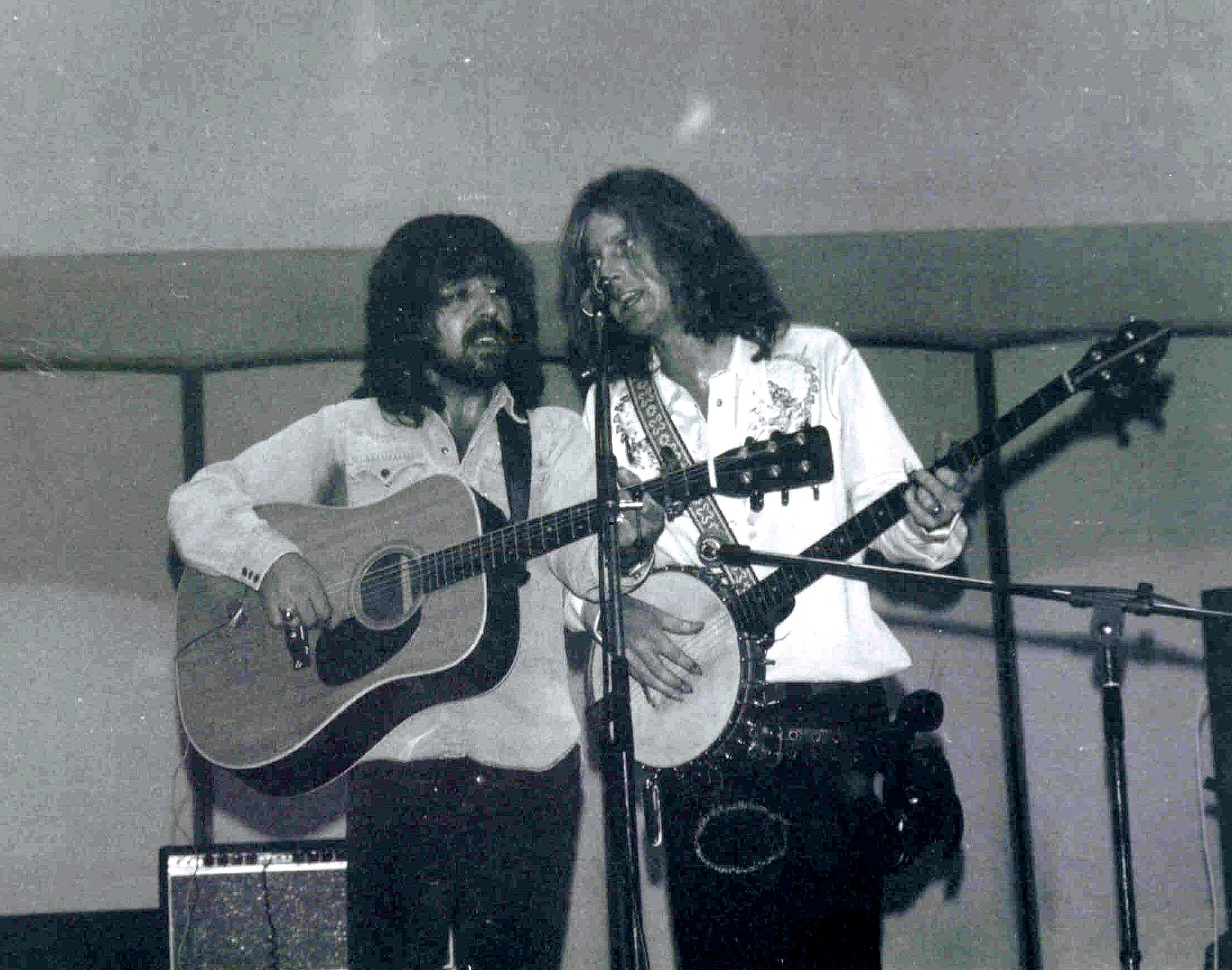
Clarence White y Roger McGuinn en un concierto, el 9 de septiembre de 1972 en un concierto en San Luis, Misuri.

Después de la publicación de Dr. Byrds & Mr. Hyde, en mayo de 1969, lanzaron una versión de la canción de Dylan «Lay Lady Lay», que tampoco consiguió las buenas ventas esperadas en Estados Unidos y solo llegó al puesto número 132 en la lista del Billboard 100. Durante la grabación del sencillo hubo un problema entre la banda y el productor Bob Johnston, cuando este decidió unilateralmente incluir un coro femenino en la grabación poco antes de su publicación. La banda solo fue consciente del cambio después de que ya se hubiese publicado, y supuso como resultado el cese de Johnston y la recontratación de Terry Melcher para la producción de su siguiente disco -Melcher produjo los primeros dos álbumes de la banda en 1965. Melcher estuvo contento de aceptar el encargo, pero también exigió ser el mánager de la banda, para no volver a tener problemas como los que tuvo en 1965 con Jim Dickson.
Sin embargo, antes de la publicación del siguiente disco, el antiguo productor de la banda Gary Usher, consiguió varias maquetas de manos de Dickson, de las sesiones grabadas en World Pacific Studios en 1964, que se publicaron bajo el título de Preflyte a través de la discográfica de Usher Together Records en julio de 1969. A pesar de que el material tenía cinco años de antigüedad en el momento del lanzamiento, el disco vendió mejor que Dr. Byrds & Mr. Hyde en Estados Unidos, donde llegó al puesto número 84 de la lista Billboard.
Entre junio y agosto de 1969, The Byrds trabajaron con Melcher en el disco Ballad Of Easy Rider. Musicalmente, el disco representa la consolidación del sonido country rock de la banda y contiene en su mayoría versiones y material de música tradicional con tan solo tres canciones originales. El primer sencillo fue «Ballad Of Easy Rider» y se publicó en octubre de 1969 en Estados Unidos, donde llegó al puesto número 65 de la lista Billboard Hot 100. La canción es una composición de McGuinn, aunque con cierta colaboración de Bob Dylan (aunque no se le acredita) y sirvió con idea de aparecer en la película de 1969 Easy Rider. Sin embargo, no se usó esta versión y en su lugar se usó una versión acústica acreditada exclusivamente a McGuinn. No obstante, la canción «Wasn't Born to Follow» del disco The Notorious Byrd Brothers sí aparece en Easy Rider y también se incluyó en la banda sonora de la película publicada en agosto de 1969. La asociación de The Byrds con la película les sirvió para aumentar las ventas y cuando Ballad of Easy Rider se publicó en noviembre de 1969, llegó al puesto número 36 en Estados Unidos y al 41 en el Reino Unido. En diciembre se publicó el segundo sencillo titulado «Jesus Is Just Alright», aunque solo llegó al puesto número 97 de Estados Unidos. A pesar del poco éxito comercial, The Doobie Brothers hizo una versión de «Jesus Is Just Alright» que se convirtió en un éxito de ventas.

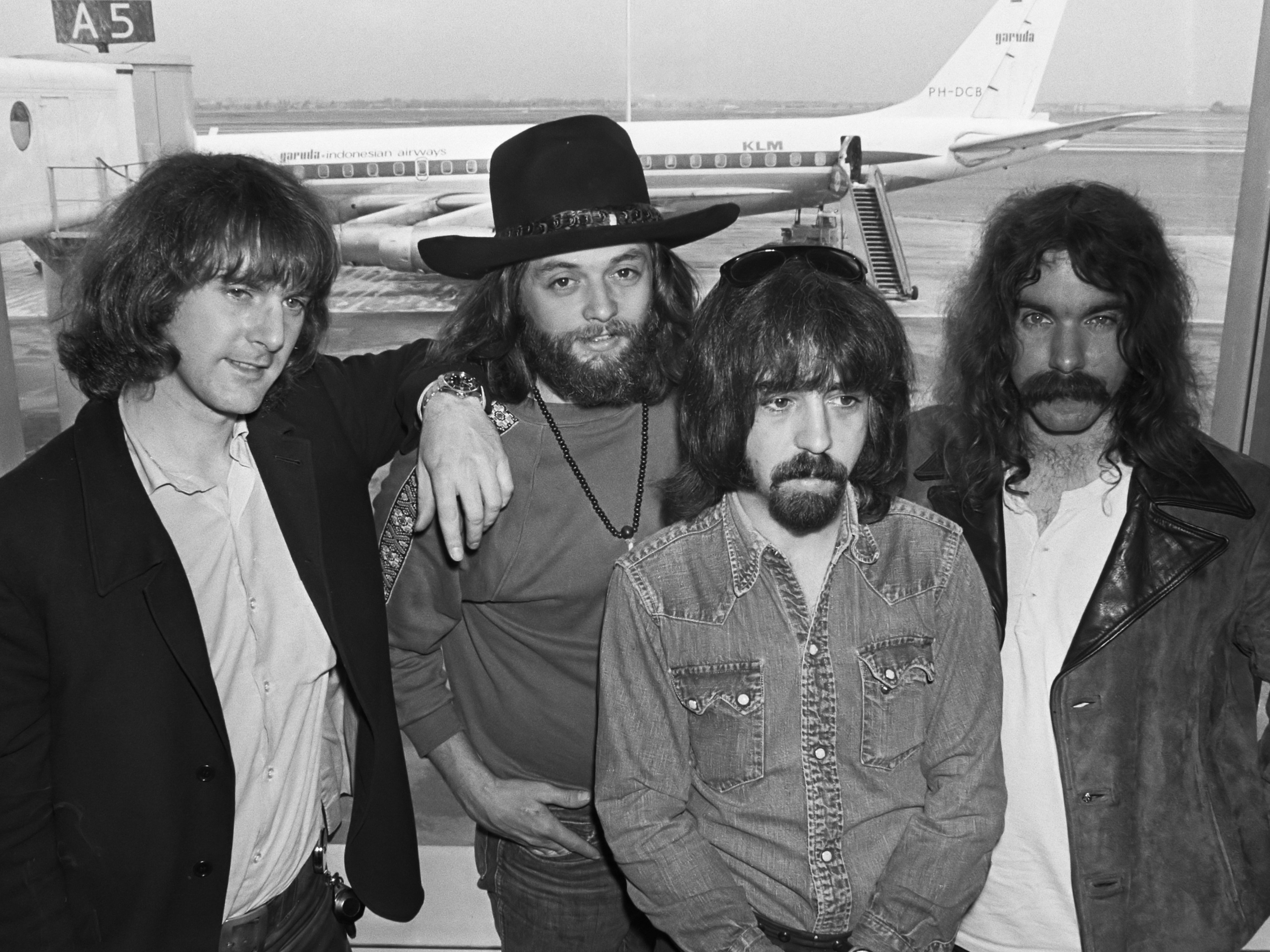
De izquierda a derecha: Roger McGuinn, Skip Battin, Clarence White, Gene Parsons: la formación más estable y longeva de The Byrds.

Poco antes de la publicación de Ballad of Easy Rider en septiembre de 1969, The Byrds despidió al bajista John York. York estaba desencantado con su papel en la banda y había mostrado su reticencia a tocar canciones compuestas antes de su llegada. Por sugerencia de Parsons y White, le sustituyó Skip Battin, un músico de sesión y miembro de Skip & Flip. La llegada de Battin supuso el último cambio de formación de la banda en tres años, por lo que esta alineación se convirtió en la más estable y longeva de la historia del grupo.
La formación post-Sweetheart of the Rodeo, con McGuinn y White compartiendo la función de guitarrista líder, estuvo de gira mucho entre 1969 y 1972, y la crítica y seguidores coinciden en que fue la formación de la banda más dotada en directo hasta el momento. Como resultado, a comienzos de los años 70 decidieron publicar un álbum en directo. Sin embargo, la banda ya tenía suficiente material para grabar un nuevo disco de estudio, por lo que el productor Terry Melcher sugirió que publicasen un álbum doble, uno con una grabación en directo y el otro con material nuevo de estudio. Para ayudar a editar el disco en directo, volvieron a contratar al exmánager de la banda Jim Dickson. En esta misma época, también volvió el exmánager económico Eddie Tickner para sustituir a Larry Spector.
El doble álbum titulado (Untitled) se publicó el 14 de septiembre de 1970 y recibió buenas críticas y fue un éxito de ventas, y muchos periodistas musicales lo vieron como la recuperación de la banda. Llegó al puesto número 40 de la lista Billboard 200 y al puesto número 11 de la lista británica. El disco en directo de (Untitled) incluye material nuevo y anteriores éxitos como «Mr. Tambourine Man», «So You Want to Be a Rock 'n' Roll Star» y una versión de dieciséis minutos de «Eight Miles High».
La parte grabada en estudio de (Untitled) contiene material nuevo compuesto por la banda, entre las cuales figuran varias composiciones de McGuinn y el impresario del circuito de Broadway Jacques Levy que estaban pensadas, en un principio, para un musical de country rock titulado Gene Tryp. Los planes para el musical no fructificaron y McGuinn decidió grabar algunas de las piezas para The Byrds. Entre las canciones de Gene Tryp está «Chestnut Mare», que en un principio estaba pensada para una escena del musical en el que el héroe intenta capturar y domar un caballo salvaje. La canción se publicó como sencillo en Estados Unidos el 23 de octubre de 1970, aunque solo llegó al puesto número 121 de la lista Billboard. A pesar de todo, se convirtió en una canción esencial en la radiodifusión de aquel país en los años 70. En el Reino Unido, «Chestnut Mare» tuvo más éxito de ventas y tras su lanzamiento el 1 de enero de 1971, llegó al puesto número 19 de la lista de ventas convirtiéndose así en el primer Top 20 en el Reino Unido desde la versión de la canción «All I Really Want to Do» de Bob Dylan que llegó al número cuatro en septiembre de 1965.
The Byrds volvió a los estudios con Melcher de forma esporádica entre octubre de 1970 y marzo de 1971, para trabajar en la continuación de (Untitled), que se publicó en junio de 1971 bajo el título de Byrdmaniax. Debido al agotador ritmo de conciertos de la banda, cuando entraron en el estudio, no estaban preparados y mucho del material no maduró lo suficiente. Después de completar las sesiones de grabación del disco, The Byrds comenzaron una nueva gira y dejaron a Melcher y el ingeniero de sonido Chris Hinshaw para terminar las mezclas del disco. Melcher y Hinshaw eligieron al arreglista Paul Polena para asistir en el overdubbing de cuerdas, viento-metal y el coro de góspel en gran cantidad de las canciones, supuestamente sin el consentimiento de la banda. El batería Gene Parsons, en una entrevista de 1997, recordó que cuando la banda escuchó las adiciones de Melcher, hicieron campaña para que el disco se remezclase y se quitasen las piezas orquestales, pero Columbia Records se negó, alegando problemas de presupuesto, por lo que se publicó con los cambios.
En mayo de 1971, justo antes del lanzamiento de Byrdmaniax, The Byrds iniciaron una gira por el Reino Unido y Europa, incluyendo una actuación en el Royal Albert Hall de Londres que se publicó en 2008 bajo el título de Live at Royal Albert Hall 1971. La prensa europea coincidió en alabar las actuaciones de esta época de The Byrds. En el transcurso de la gira, decidieron expandir sus efectivos, por lo que invitaron al roadie Jimmi Seiter a unirse en sus conciertos como percusionista adicional, aunque sin ser miembro oficial de la banda. Seiter siguió tocando en directo con la banda hasta agosto de 1971, cuando decidió partir caminos.
Byrdmaniax se publicó el 23 de junio de 1971 y recibió reseñas, en general, negativas, por lo que su reciente nueva fama conseguida desde la publicación de Ballad of Easy Rider volvió a decaer. En Estados Unidos, la prensa especializada fue especialmente dura. En la edición de agosto de 1971 de la revista Rolling Stone se describió a The Byrds como «una aburrida banda muerta». Incluso llegaron a describir el disco como «pequeñas cantidades de pus». La gran mayoría de la crítica coincidió en que Byrdmaniax tuvo el obstáculo de la inapropiada orquestación introducida por Melcher, por lo que el álbum estaba totalmente desprovisto del sonido de autor de The Byrds. Incluso la banda fue crítica con el disco en el momento de su publicación. Gene Parsons se refirió al disco como «el disparate de Melcher». Por su parte, Melcher comentó que la actuación de la banda en el estudio fue deslucida y que por eso usó orquestación para tapar los defectos musicales de Byrdmaniax. En cualquier caso, para cuando salió el disco, Melcher ya había dimitido como mánager y productor de la banda. A pesar del descontento y su pobre recepción crítica, Byrdmaniax llegó al puesto número 46 de ventas en los Estados Unidos. Sin embargo, el disco ni siquiera entró en las listas británicas de ventas. El escritor Christopher Hjort ha constatado que con el paso de los años, Byrdmaniax sin duda se ha convertido en «el disco que menos gusta a los seguidores de The Byrds».
The Byrds comenzaron en seguida a trabajar en su siguiente disco, para intentar cortar las críticas que estaba recibiendo Byrdmaniax' y como reacción a su propio disgusto por la sobreproducción de Melcher. Johnny Rogan especuló que The Byrds decidieron producir ellos mismos el siguiente álbum en parte para demostrar que podían hacer mejor trabajo que Melcher. Después de una actuación en el Lincoln Folk Festival en Inglaterra, The Byrds entraron en los estudios CBS de Londres junto al ingeniero de sonido Mike Ross y entre el 22 y el 28 de julio de 1971 grabaron suficiente material para un nuevo disco.
CBS Records publicó en octubre de 1971 el álbum recopilatorio The Byrds' Greatest Hits Volume II para exprimir la aparición de la banda en el Lincoln Folk Festival y como reacción al poco éxito de ventas de Byrdmaniax. Pero la compilación tampoco entró en las listas de ventas del Reino Unido, mientras que las críticas se centraban en lo poco acertado del título, ya que en el Reino Unido solo «Chestnut Mare» había sido un hit. En los Estados Unidos lanzaron el recopilatorio The Best of The Byrds: Greatest Hits, Volume II en noviembre de 1972.
El 17 de noviembre de 1971, cinco meses después de la publicación de Byrdmaniax, The Byrds lanzaron su undécimo disco de estudio Farther Along. A pesar de que recibió mejores críticas que su pedecesor, el disco solo consiguió llegar al puesto número 152 de la lista Billboard 200, mientras que en el Reino Unido ni siquiera llegó a figurar. Musicalmente, el álbum significa el comienzo de The Byrds por alejarse del sonido country rock para pasar a un estilo enfocado en el rock 'n' roll de los años 50. La canción compuesta por Skip Battin y Kim Fowley «America's Great National Pastime» sirvió como primer sencillo del disco. Se publicó a finales de noviembre, pero no llegó a entrar en ninguna lista de ventas. Johnny Rogan comentó que, básicamente, las prisas con las cuales planearon y grabaron Farther Along dio como resultado un disco igualmente imperfecto como Byrdmaniax y como resultado de ello, falló en conseguir que la banda recuperase su menguante público o incrementase sus logros comerciales de antaño. La pista que da nombre al disco, cantada por White y con armonías del resto de integrantes, se convirtió después en un conmovedor y profético epitafio para el guitarrista cuando el ex Byrd Gram Parsons la cantó junto a Bernie Leadon de Eagles en el funeral de White, celebrado en julio de 1973.
Después de la publicación de Farther Along siguieron su gira a lo largo de 1972, sin publicar ningún sencillo ni disco más. En julio de ese mismo año, despidieron a Gene Parsons por diversas razones. Entre ellas que McGuinn no estaba contento con sus dotes de batería, discrepancias entre McGuinn y él sobre los sueldos y su propio descontento con la falta de confianza del grupo en la época. Se le sustituyó inmediatamente por el músico de sesión de Los Ángeles John Guerin, quien siguió con The Byrds hasta enero de 1973, coincidiendo con el momento de su vuelta al estudio de grabación. A pesar de que Guerin participó en las sesiones de grabación y tocó con ellos en directo en septiembre de 1972, nunca fue considerado un miembro oficial del grupo y solo recibió un sueldo como músico de sesión, mientras seguía trabajando para otros artistas en sus grabaciones. Existen tres grabaciones publicadas oficialmente con la formación McGuinn–White–Battin–Guerin: versiones en directo de «Mr. Tambourine Man» y «Roll Over Beethoven» grabadas para la banda sonora de la película de Earl Scruggs Banjoman y una grabación de estudio de «Bag Full of Money» que se incluyó como pista adicional en la edición remasterizada de Farther Along publicada en 2000.
Después de la marcha de Guerin le sustituyó temporalmente para las actuaciones en directo el también músico de sesión Dennis Dragon. El 10 de febrero de 1973, después de una actuación en Ithaca, Nueva York, McGuinn echó de forma caprichosa a Skip Battin, alegando que ya no daba el nivel requerido como bajista. McGuinn reclutó a Chris Hillman, quien en ese momento tocaba en una banda llamada Manassas para los conciertos del 23 y 24 de febrero de ese mismo año. Hillman aceptó tocar los dos conciertos por 2000 dólares y llevó al batería de Manassas Joe Lala para rellenar el hueco detrás de la batería. El 24 de febrero de 1973, después de un caótico concierto en The Capitol Theatre, Passaic, Nueva Jersey, McGuinn canceló los conciertos restantes de la banda y disolvió la banda de directo de The Byrds, con la idea de volver a la alineación inicial de cinco componentes. Cinco meses después, el guitarrista Clarence White falleció, el 14 de julio de 1973, cuando un conductor ebrio le envistió mientras cargaba su equipo e instrumentos después de un concierto en Palmdale, California.

### Reuniones

#### Reunión 1972–73
Los cinco miembros originales de The Byrds se reunieron por un corto espacio de tiempo a finales de 1972, ya que McGuinn aún tenía unos compromisos para hacer unos conciertos con la versión original de la época en la que grababan con Columbia Records. Las discusiones sobre la reunión entre Roger McGuinn, Gene Clark, David Crosby, Chris Hillman y Michael Clarke comenzaron en julio de 1971, al mismo tiempo que la banda ya había comenzado la grabación de Farther Along. A mitad de 1972 las negociaciones se aceleraron, debido a una oferta económica de David Geffen, fundador de Asylum Records, para reformar la banda original y grabar un nuevo disco. La reunión definitiva fue a comienzos de 1972, con un ensayo en casa de McGuinn, donde ya comenzaron a seleccionar material para el nuevo álbum. Contrataron los estudios Wally Heider de Los Ángeles desde el 16 de octubre hasta el 15 de noviembre de 1972 y grabaron su primer disco juntos en siete años.

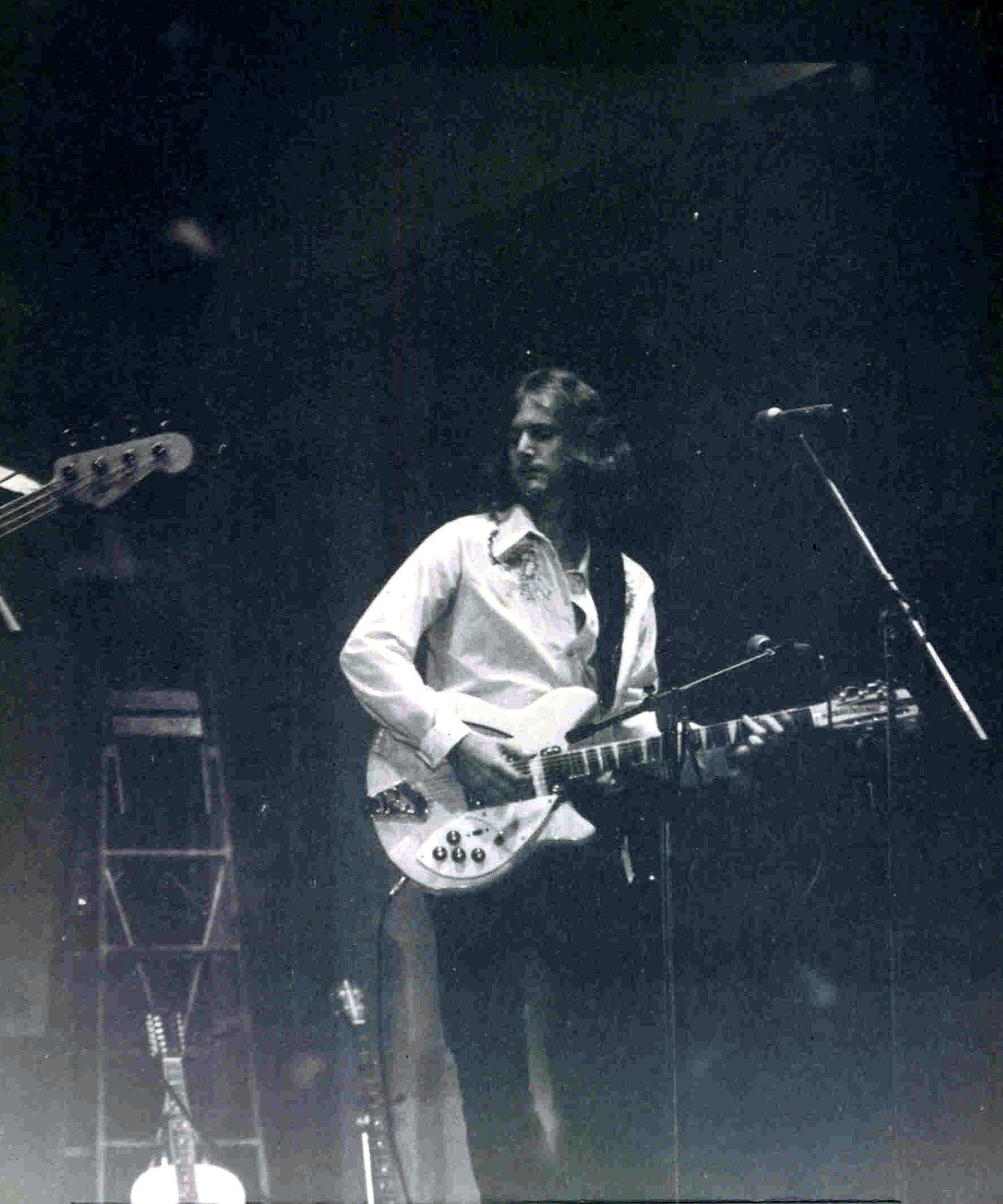
Roger MdGuinn en 1972.

Después de las sesiones de grabación del nuevo disco, Crosby convenció a McGuinn para disolver la versión Columbia de The Byrds, que seguía de gira en ese momento. Crosby ya fue crítico con McGuinn, debido a su decisión de reclutar nuevos músicos después de su despido de la banda en 1967, y en sendas entrevistas había comentado que «solo ha habido cinco Byrds». Para seguir con el nuevo espíritu de reconciliación que había dado comienzo, McGuinn dio por finalizada la versión Columbia de la banda en febrero de 1973, de forma definitiva.
El 7 de marzo de 1973 publicaron su nuevo disco, titulado simplemente Byrds. Recibió críticas, en general pobres. Como resultado, la gira de apoyo al disco nunca llegó a materializarse. Entre los defectos del disco, los críticos hicieron especial hincapié en la falta de complicidad musical entre ellos y la ausencia del característico sonido metálico de las guitarras. No obstante, el disco consiguió llegar al puesto 20 de la lista Billboard 200 y al puesto 31 de la lista británica. En los Estados Unidos, se convirtió en su mayor éxito desde Turn! Turn! Turn! de 1965, que también fue el último que contó con Gene Clark como miembro a tiempo completo hasta Byrds. Entre las canciones del disco están «Sweet Mary», una versión folk de McGuinn de «For Free» de Joni Mitchell, una grabación de la canción «Laughing» de Crosby (que apareció originalmente en su disco en solitario de 1971 If I Could Only Remember My Name) y un par de canciones de Neil Young. También están los temas «Changing Heart» and «Full Circle» compuestas por Gene Clark; este último dio nombre al título provisional del disco y se lanzó como sencillo, aunque no llegó a entrar en las listas.

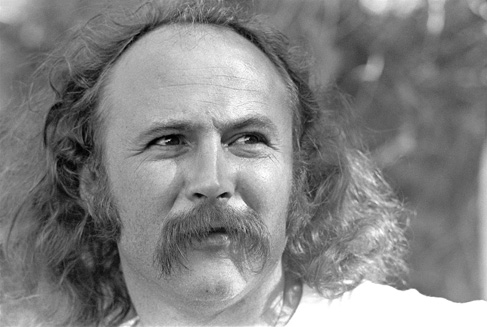
David Crosby, después de su despido en 1967, fue bastante crítico con Roger McGuinn, por seguir usando el nombre Byrds con otros músicos.

Las críticas negativas de la prensa especializada que recibió la banda con Byrds trajeron como consecuencia directa la falta de fe en la idea de más reuniones. En los años venideros, todos los miembros del grupo fueron críticos con el disco y todos llegaron a la conclusión de que el material era flojo y que las sesiones de grabación se hicieron con prisas y que estaba mal concebido. Además, McGuinn y Hillman han sugerido que excepto Gene Clark, los compositores de la banda no quisieron utilizar sus mejores composiciones para el disco, prefiriendo guardárselas para sus respectivos proyectos en solitario. Como consecuencia de la fallida reunión, los cinco miembros originals de The Byrds volvieron a sus carreras en solitario. McGuinn publicó su álbum homónimo que sirvió para marcar el final definitivo de la banda.
Después de esta reunión, The Byrds siguió separada el resto de la década. Roger McGuinn se enfocó en su carrera en solitario y publicó varios discos entre 1973 y 1977 y una notoria aparición en la gira de Bob Dylan Rolling Thunder Revue. Chris Hillman se incorporó a la Souther–Hillman–Furay Band y publicó dos discos en solitario titulados Slippin' Away y Clear Sailin' en 1976 y 1977, respectivamente. David Crosby regresó al supergrupo Crosby, Stills, Nash & Young para su gira de 1974 y siguió produciendo discos con Graham Nash. También formó parte de la reunión Crosby, Stills & Nash, que supuso el lanzamiento del disco multiplatino CSN. Michael Clarke también encontró cierto reconocimiento como batería de la banda de soft rock Firefall, mientras que Gene Clark volvió a su carrera en solitario y produjo varios discos muy aclamados por la crítica, aunque de pocas ventas comerciales como No Other (1974) y Two Sides to Every Story (1977). Además, entre 1977 y 1980, McGuinn, Clark y Hillman colaboraron como trío. Este supergrupo formado por antiguos miembros de Byrds tuvo cierto éxito comercial y logró entrar en marzo de 1979 en el Top 40 estadounidense con el sencillo «Don't You Write Her Off». El trío hizo gira internacional y grabó los discos McGuinn, Clark & Hillman y City. Clark dejó la banda a finales de 1979, causando que el tercer y último disco del grupo fuese el dúo McGuinn-Hillman.

#### Byrds de imitación y siguientes reuniones (1989–91; 2000)
En 1984, Gene Clark se puso en contacto con McGuinn, Crosby y Hillman para intentar reconstituir The Byrds a tiempo para el vigésimo aniversario de la publicación del sencillo «Mr. Tambourine Man» de 1985. A ninguno de ellos les interesó la propuesta, por lo cual Clark montó una banda con otros músicos y amigos, como Rick Roberts, Blondie Chaplin, Rick Danko, Richard Manuel y los ex Byrds Michael Clarke y John York, bajo el nombre de «The 20th Anniversary Tribute to The Byrds» y comenzó a actuar a comienzos de 1985. Varios promotores de gira comenzaron a acortar el nombre hasta quedarse en The Byrds en sus anuncios y materiales promocionales. Después, la misma banda fue la que decidió recortar el nombre, que llevó a McGuinn, Crosby y Hillman a menospreciar a la banda tributo en varias entrevistas. McGuinn dijo que eran una «copia barata».
Al término de la gira a finales de 1985, Clark retomó su carrera en solitario y dejó a Michael Clarke con una banda que ahora se llamada simplemente «A Tribute to The Byrds» (aunque nuevamente, algunos promotores seguían acortandolo a The Byrds). Gene Clark volvió a la banda después de que publicase junto a Carla Olson el disco So Rebellious a Lover y siguieron trabajando de vez en cuando entre 1987 y 1988. El escritor Johnny Rogan dijo que los seguidores más acérrimos de The Byrds estaban avergonzados por la existencia de esta imitación y el experto en The Byrds Tim Connors comentó que «ningún episodio en la historia de Byrds causó tanta consternación y controversia entre sus seguidores».
En junio de 1988, McGuinn, Crosby y Hillman tocaron en la reapertura del club de música folk Ash Grove de Los Ángeles. A pesar de que se les anunció como actuaciones separadas, a lo largo de la noche sí que hicieron una aparición conjunta en la que tocaron éxitos de The Byrds como «Mr. Tambourine Man» y «Eight Miles High». Pese a que la banda tributo a Byrds de Clark y Clarke estaba inactivo en ese momento, Michael Clarke montó otro tributo poco tiempo después, que en esta ocasión contó con el antiguo miembro de Byrds Skip Battin y los nuevos músicos Terry Jones Rogers y Jerry Sorn, bajo el título de «The Byrds featuring Michael Clarke». Además, el batería quiso adquirir el trademark «The Byrds» para uso propio.
McGuinn, Crosby y Hillman hicieron su propia contrademanda como represalia por la petición de marca registrada de The Byrds por parte de Clarke. McGuinn ya había hecho un intento fallido en los años 70 para prevenir su mal uso, pero perdió la demanda. Para reforzar su caso, los tres músicos anunciaron en diciembre de 1988 que iban a tocar algunos conciertos en enero de 1989 bajo el nombre «The Byrds». A Gene Clark no se le invitó a participar, pese a que ya no tenía nada que ver con la banda tributo de Clarke, debido a que aún había resquemor por su «20th Anniversary Tribute to The Byrds».
Los conciertos reunión fueron un éxito, pero como Michael Clarke seguía de gira con su tributo a Byrds, en la primavera de 1989, McGuinn, Crosby y Hillman le pusieron una demanda al batería por publicidad engañosa, competencia desleal y prácticas de comercio engañosas, además de un requerimiento peliminar para que Clarke dejase de usar el nombre. En la vista de mayo de 1989, el juez denegó el requerimiento, alegando que McGuinn, Crosby y Hillman no habían demostrado que las acciones de Clarke fuesen a convertirse en un daño irreparable. Como resultado, Clarke ganó total propiedad legal del nombre The Byrds. Al término de la vista, los tres músicos retiraron la demanda. Para demostrar que aún no se habían rendido del todo respecto a la marca Byrds en detrimento de Clarke, tocaron con el nombre The Original Byrds en un concierto tributo a Roy Orbison el 24 de febrero de 1990, donde salieron junto a Bob Dylan a tocar «Mr. Tambourine Man». Ese mismo año, McGuinn, Crosby y Hillman comenzaron a grabar cuatro nuevas canciones de The Byrds en Treasure Isle Recorders de Nashville, para incluirlas en el box set The Byrds.

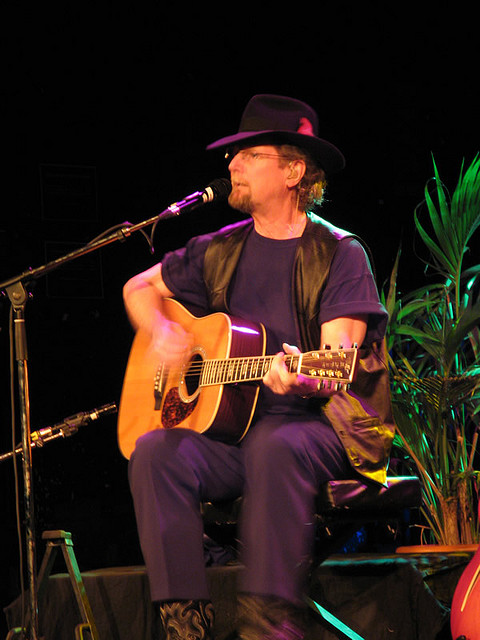
McGuinn en 2009. A pesar del interés de Hillman y Crosby en reunir nuevamente a The Byrds, McGuinn sigue reticente a reformar la banda.

El 16 de enero de 1991, los cinco miembros originales de The Byrds pusieron aparte sus diferencias para entrar en el Rock and Roll Hall of Fame juntos en el Waldorf-Astoria de Nueva York. La ceremonia honró la formación original de Roger McGuinn, Gene Clark, David Crosby, Chris Hillman y Michael Clarke, mientras que pasó de largo nombres tan importante en la historia de la banda como Gram Parsons y Clarence White. Para la ocasión, la banda salió al escenario juntos para tocar «Turn! Turn! Turn! (to Everything There Is a Season)», «Mr. Tambourine Man» y «I'll Feel a Whole Lot Better», siendo la primera vez que los cinco tocaban juntos desde 1973. También fue la última vez que jamás tocarían todos juntos, ya que Clark murió ese mismo año debido a un infarto de miocardio y el 19 de noviembre de 1993, Clarke sucumbió a una insuficiencia hepática debido a su alcoholismo.
Después de la muerte de Clarke, Terry Jones Rogers reformó el tributo a Byrds junto al guitarrista Scott Nienhaus y los antiguos miembros de Byrds Skip Battin y Gene Parsons tocando guitarra y batería respectivamente. Tocaron con el nombre «The Byrds Celebration» y siguieron a lo largo de los años 90, a pesar de que reemplazaron a Parsons por el músico de sesión Vince Barranco en 1995 y Battin tuvo que retirarse debido a problemas de salud en 1997. Desde 2002, Rogers y Nienhaus han estado de gira con el nombre de Younger Than Yesterday: A Tribute to The Byrds, junto al bajista Michael Curtis y el batería Tim Politte.
McGuinn, Crosby y Hillman volvieron a sus respectivas carreras en solitario después de la ceremonia del Rock and Roll Hall of Fame. Sin embargo, The Byrds se reunió por tercera vez el 8 de agosto de 2000, para una actuación impromptu en un concierto tributo dedicado a Fred Walecki, dueño de una tienda de instrumentos de Los Ángeles que sufría cáncer de garganta. Crosby y Hillman iban a aparecer por separado, pero McGuinn, quien no se encontraba entre los artistas confirmados, hizo aparición y tocó juntos a los otros dos Byrds. McGuinn introdujo al trío con diciendo: «Y ahora, señoras y señores, The Byrds», antes de que la banda tocase «Mr. Tambourine Man» y «Turn! Turn! Turn! (to Everything There Is a Season)». Según la prensa asistente, la reunión fue un rotundo éxito, y comentaron que el público les regaló múltiples ovaciones en pie, mientras pedía más canciones.
En 2002 murió el batería Kevin Kelley debido a causas naturales, mientras que Skip Battin, quien sufría de Alzheimer, falleció en 2003 en su casa. Gene Parsons y John York siguen activos y participan en varios proyectos musicales. En 2002, sorprendentemente, David Crosby consiguió de forma definitiva los derechos sobre el nombre de la banda.
A día de hoy, el tributo a Fred Walecki en 2000 supuso la última aparición de ellos juntos. Sin embargo, Hillman y Crosby han expresado su interés en trabajar con McGuinn en futuros proyectos de The Byrds, aunque este sigue declinando la oferta. En una entrevista concedida a John Nork, McGuinn fue tajante: «absolutamente no», cuando se le preguntó sobre revivir The Byrds, explicando que «No, no quiero hacer eso. Solo quiero ser un artista en solitario. The Byrds está ampliamente documentado. No creo que necesitemos más Byrds».

### Legado
Desde el auge de la banda de los años 60, la influencia de The Byrds en las generaciones de músicos de rock y pop venideras ha seguido en aumento, con bandas como Eagles, Big Star, Tom Petty & the Heartbreakers, R.E.M., The Bangles, The Smiths e innumerables bandas de rock alternativo de la era post-punk exhibiendo signos de su influencia. El escritor y músico Peter Lavezzoli describió en 2007 a The Byrds como «una de las pocas bandas en ejercer una decisiva influencia en The Beatles» y añadió que ayudaron a convencer a Bob Dylan de grabar con instrumentación eléctrica. Lavezzoli concluyó que «guste o no, términos tales como folk rock,raga rock y country rock se acuñaron por una razón: The Byrds fueron los primeros en hacerlo, y siguieron evolucionando, nunca quedándose en modo raga o country por mucho tiempo. Esto es lo que hizo a The Byrds una banda an gratificante de seguir disco tras disco».
El musicólogo Martin C. Strong describe en su libro The Great Rock Discography que la versión de «Mr. Tambourine Man» de The Byrds «es una rebanada atemporal de agridulce e hipnótico pop» y un registro de que «hizo nada más y nada menos que cambiar el curso de la historia del pop/rock». El escritor y músico Bob Stanley escribió en su libro de 2013 Yeah Yeah Yeah: The Story of Modern Pop que la música de The Byrds fue «un fenómeno, un misil; genuino, espeluznante y toalmente americano».
En su libro Riot on Sunset Strip: Rock 'n' Roll's Last Stand in 60s Hollywood, el musicólogo Domenic Priore intenta resumir la influencia de la banda comentando que «pocos de los contemporáneos de The Byrds pueden reclamar haber tenido tanto impacto en la cultura popular subversiva. La banda tuvo mucho más impacto en el mundo del que cualquier posición en las listas Billboard o ventas o cifras de asistencia a sus conciertos pueda posiblemente medir».
En 2004, la revista Rolling Stone posicionó a The Byrds en el número 45 de su lista de los 100 mejores artistas de todos los tiempos. En 2006 fueron incluidos en el Salón de la Fama de los Grupos Vocales.

## Integrantes
| Miembros originales - Roger McGuinn – guitarra líder, banjo, sintetizador moog, voz (1964–1973, 1989–1991, 2000) - Gene Clark – pandereta, guitarra rítmica, armónica, voz (1964–1966, 1967, 1972–1973, 1991) - David Crosby – guitarra rítmica, voz (1964–1967, 1972–1973, 1989–1991, 2000) - Michael Clarke – batería (1964–1967, 1972–1973, 1991) - Chris Hillman – bajo, guitarra rítmica, mandolina, voz (1964–1968, 1972–1973, 1989–1991, 2000) | Miembros posteriores - Kevin Kelley – batería (1968) - Gram Parsons – guitarra rítmica, piano, órgano, voz (1968) - Clarence White – guitarra líder, mandolina, voz (1968–1973) - Gene Parsons – batería, banjo, armónica, guitarra rítmica, voz (1968–1972) - John York – bajo, voz (1968–1969) - Skip Battin – bajo, voz (1969–1973) |

Línea del tiempo (1964–1973)

## Discografía
- Mr. Tambourine Man (1965)
- Turn! Turn! Turn! (1965)
- Fifth Dimension (1966)
- Younger Than Yesterday (1967)
- The Notorious Byrd Brothers (1968)
- Sweetheart of the Rodeo (1968)
- Dr. Byrds & Mr. Hyde (1969)
- Ballad of Easy Rider (1969)
- (Untitled) (1970)
- Byrdmaniax (1971)
- Farther Along (1971)
- Byrds (1973)